# Dromaeosaurus albertensis
Dromaeosaurus albertensis ("lagarto corredor de Alberta") es la única especie del género extinto Dromaeosaurus de dinosaurio terópodo dromeosáurido, que vivió a finales del período Cretácico Superior, entre 80 a 69 millones de años, entre el Campaniano al Maastrichtiano, en lo que hoy es Norteamérica. Su nombre genérico deriva del griego δρομευς dromeus que significa "corredor" y  σαυρος sauros por "lagarto".

## Descripción

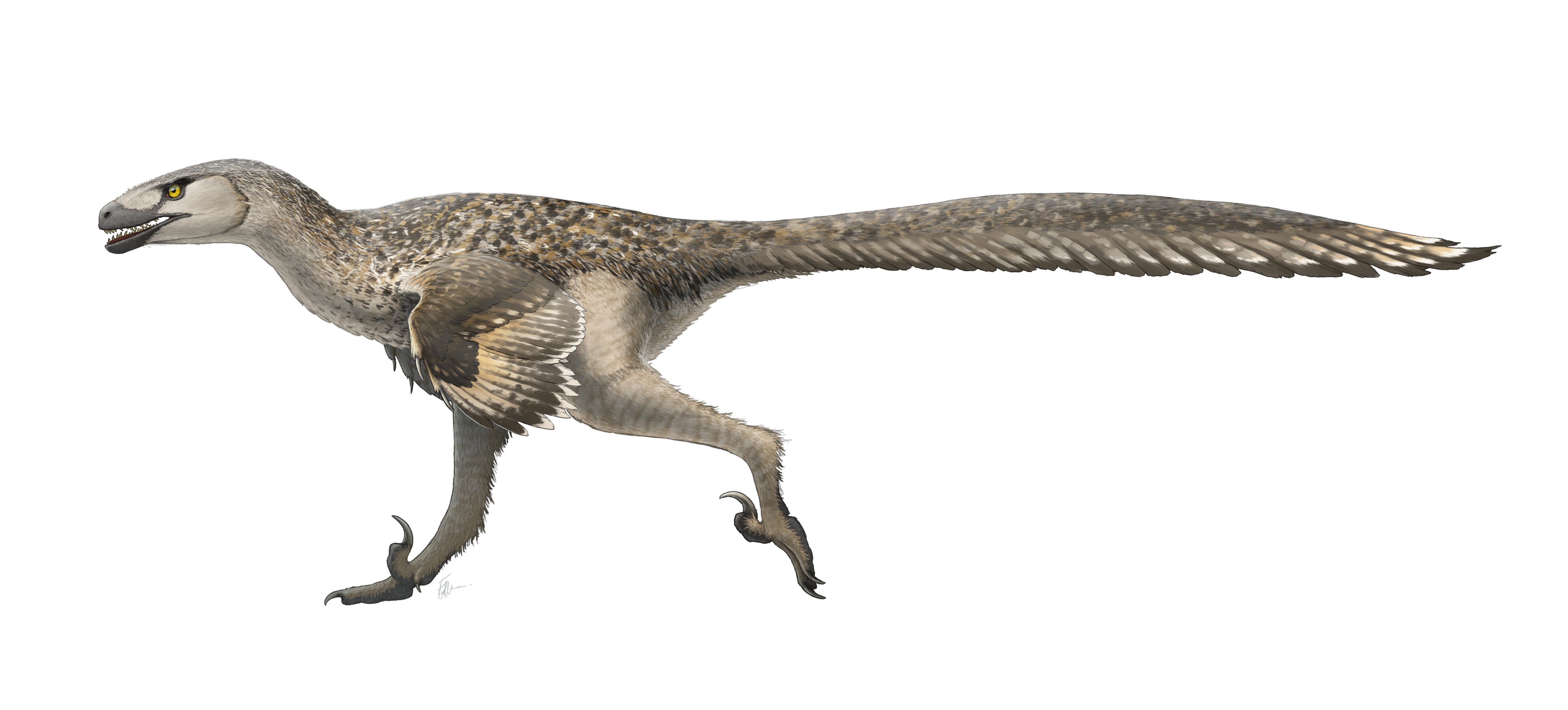
Recreación de Dromaeosaurus.

Dromaeosaurus albertensis es el espécimen tipo y el más completo que se conoce del género y por él también se nombra a toda la familia, los dromeosáuridos. Dromaeosaurus, era un rápido depredador de tamaño equivalente a un lobo, medía alrededor de 1,80 a 2 metros de longitud y pesaba unos 15 kilogramos. De acuerdo con los estudios de Therner y Henderson en 2007, en los que el peso de los terópodos se estimó en función de la longitud del cráneo, el Dromaeosaurus pesó 16,29 kilogramos. Su boca estaba llena de dientes afilados, y tenía una "garra de hoz" fuertemente curvada en cada pie. 

### Miembros
La característica más llamativa de su anatomía es la estructura de las patas traseras que poseen una garra retráctil hipertrofiada en forma de hoz en el segundo de sus cuatro dedos, que era el distintivo de la familia. En Dromaeosaurus esta es de tamaño intermedio comparada con la de otros dromeosáuridos y le serviría para aferrarse a sus presas causándoles graves heridas. También le serían muy útiles para esta tarea las garras de las largas manos de tres dedos.

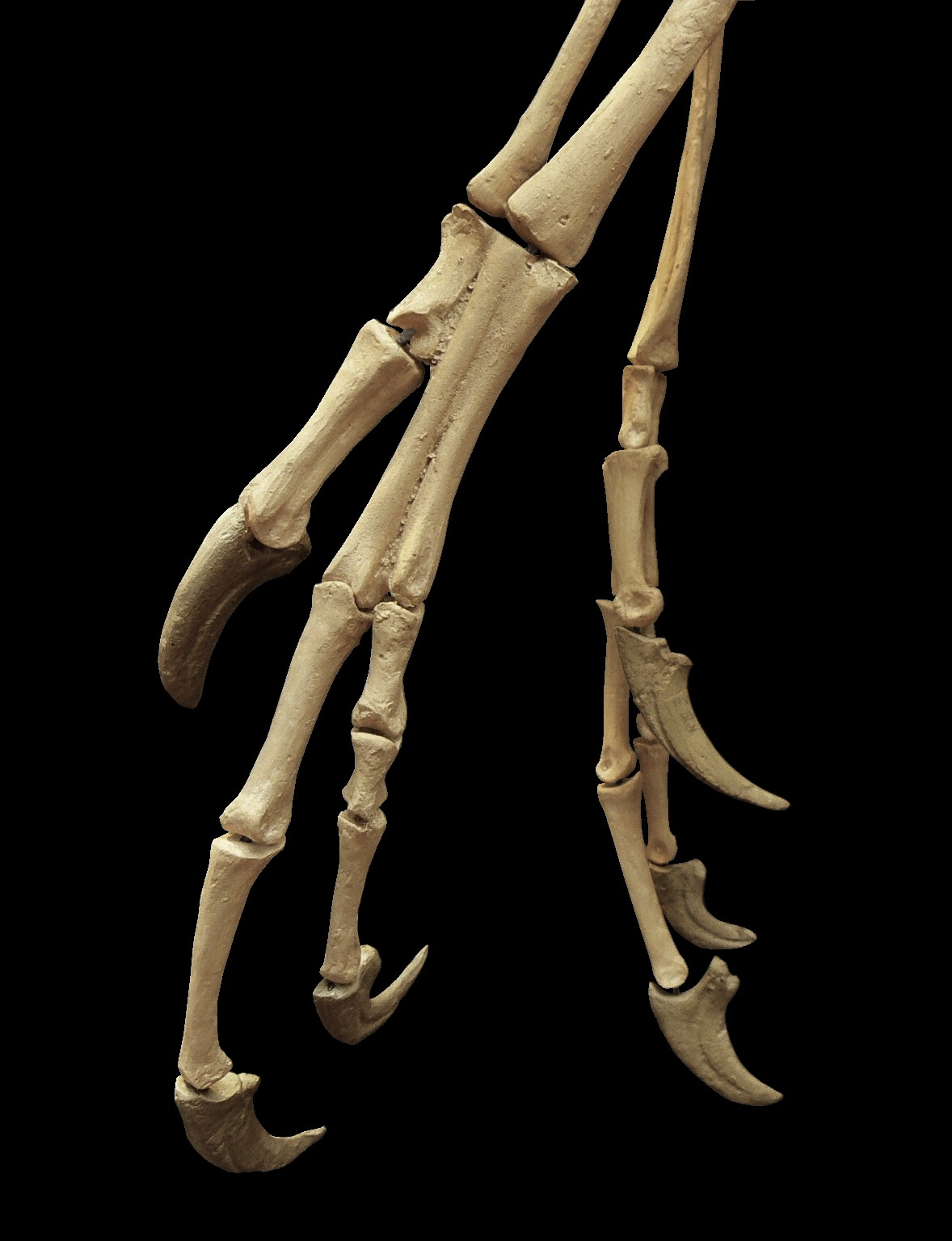
Manos.

Una garra en el segundo dedo del pie tenía una longitud de más de 7,5 centímetros. Las piernas del Dromaeosaurus eran más cortas y no tan estiradas como en los ornitomímidos, trodóntidos o tiranosáuridos. A diferencia de la mayoría de los otros terópodos, dedos de tres dedos, Dromaeosaurus caminaba con los lados externos de los pies y levantaron los otros dedos, protegiendo así las garras grandes y dotadas de hoz. Las amplias superficies articulares de las falanges facilitaron la acción de los dedos liberando los músculos. Los primeros dedos eran aún más cortos y no tenían funciones de soporte. Otra arma de estos dinosaurios eran sus extremidades anteriores, que gracias a la construcción de las articulaciones podían moverse como los humanos, y que también terminaban con afiladas garras, aunque no tan grandes como en las patas traseras.

### Cabeza
Sus mandíbulas estaban armadas con dientes hacia atrás. Además, los músculos responsable de las mordidas de sujeción probablemente estaban bien desarrollados, lo que indica una fuerte mordida. Las prueba de Therrien, Ruff y Henderson 2005 mostraron que Dromaeosaurus tendría mordidas de sujeción con una fuerza que es tres veces mayor que la del dinosaurio  de tamaño similar Velociraptor.

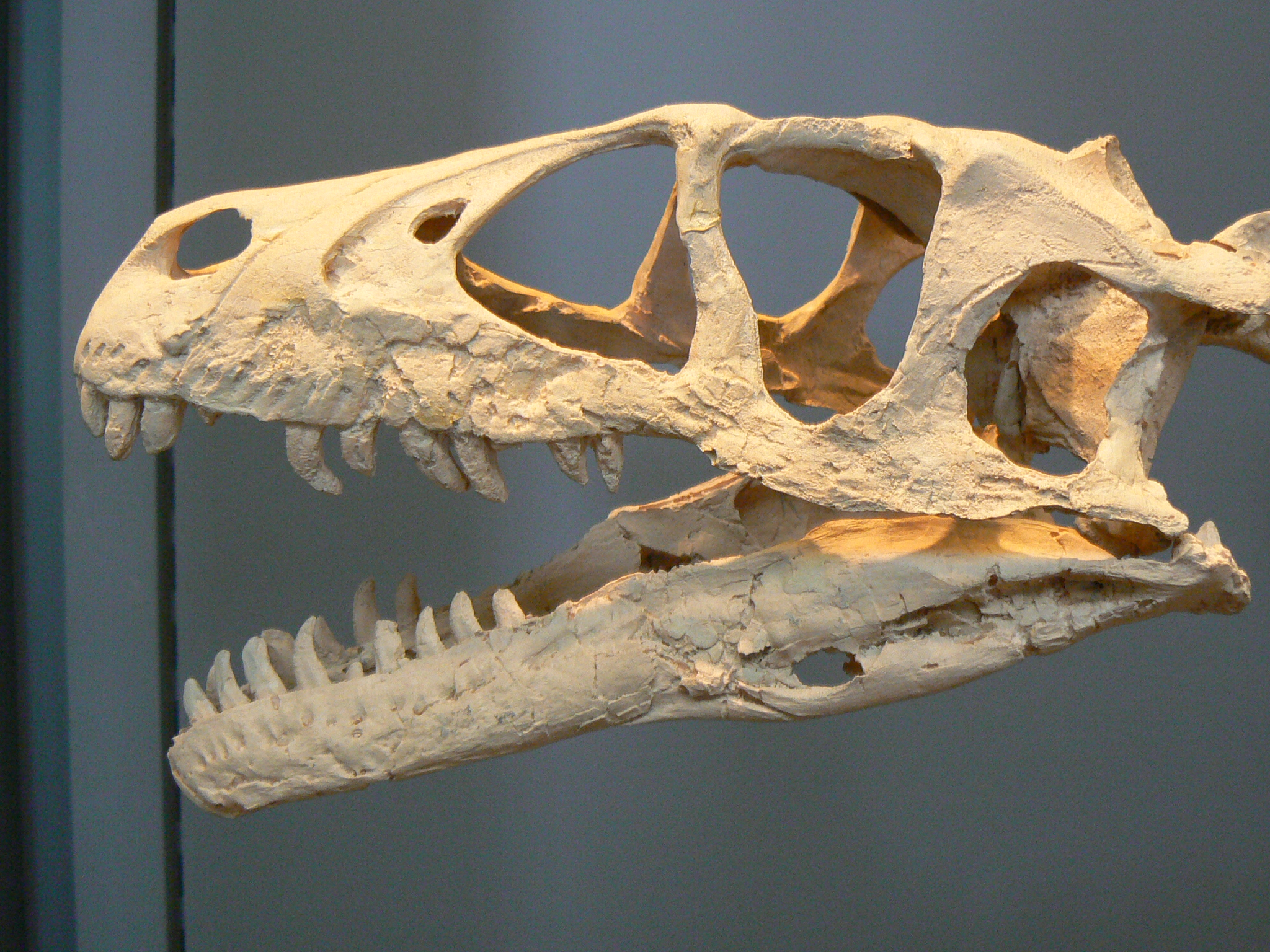
Cráneo.

El cráneo de Dromaeosaurus difiere de otros dromeosáuridos por ser corto y macizo lo que le hace parecer un Tyrannosaurus en miniatura. En su hocico robusto tenía hileras de dientes afilados curvados hacia atrás para evitar que sus presas escaparan. Tras las órbitas tenía una estructura que cruza el cráneo en forma de bisagra que serviría de parachoques para protegerse de lesiones cerebrales durante la dentellada, lo que le conferiría una potencia de mordida considerable. 
Dromaeosaurus tenía unos ojos notablemente grandes lo que lleva a pensar que poseía una excelente visión. También probablemente tenía gran sentido del olfato y oído. Su cuello era flexible y curvado, y sus quijadas estaban sólidamente constituidas. La cola era flexible en la base pero fue unida por un enrejado de barras óseas que permitía que fuera llevada levantada en una posición aguda hacia arriba.
Contrariamente a informes anteriores los dientes premaxilares no tienen forma de D en la sección de corte, el cráneo no es neumático, hay placas interdentales, y los huesos de la caja del cráneo tampoco es neumática.

### Cola
La cola de estos dinosaurios estaba rígida, flexible solo en la base, con varillas de hueso delgadas y flexibles, probablemente se utilizó como timón que lo ayudó a cambiar rápidamente la dirección de la carrera y mantuvo la trayectoria de vuelo durante el salto hacia la víctima. Pelvis debido a la desviación del hueso púbico hacia atrás como un pájaro, que en combinación con muchas otras características aviares llevó a muchos paleontólogos llegaron a la conclusión de que los Dromaeosaurus fueron los antepasados de los pájaros , o incluso aves no voladoras.

### Cobertura de plumas
Se ha demostrado plumaje de muchos dinosaurios que están estrechamente relacionado con el Dromaeosaurus y en los celurosaurianos en general y es muy probable que los Dromaeosaurus  estuvieran cubiertos de plumas como ya se ha podido probar en otros dromeosáuridos como Velociraptor o Microraptor.

## Descubrimiento e investigación

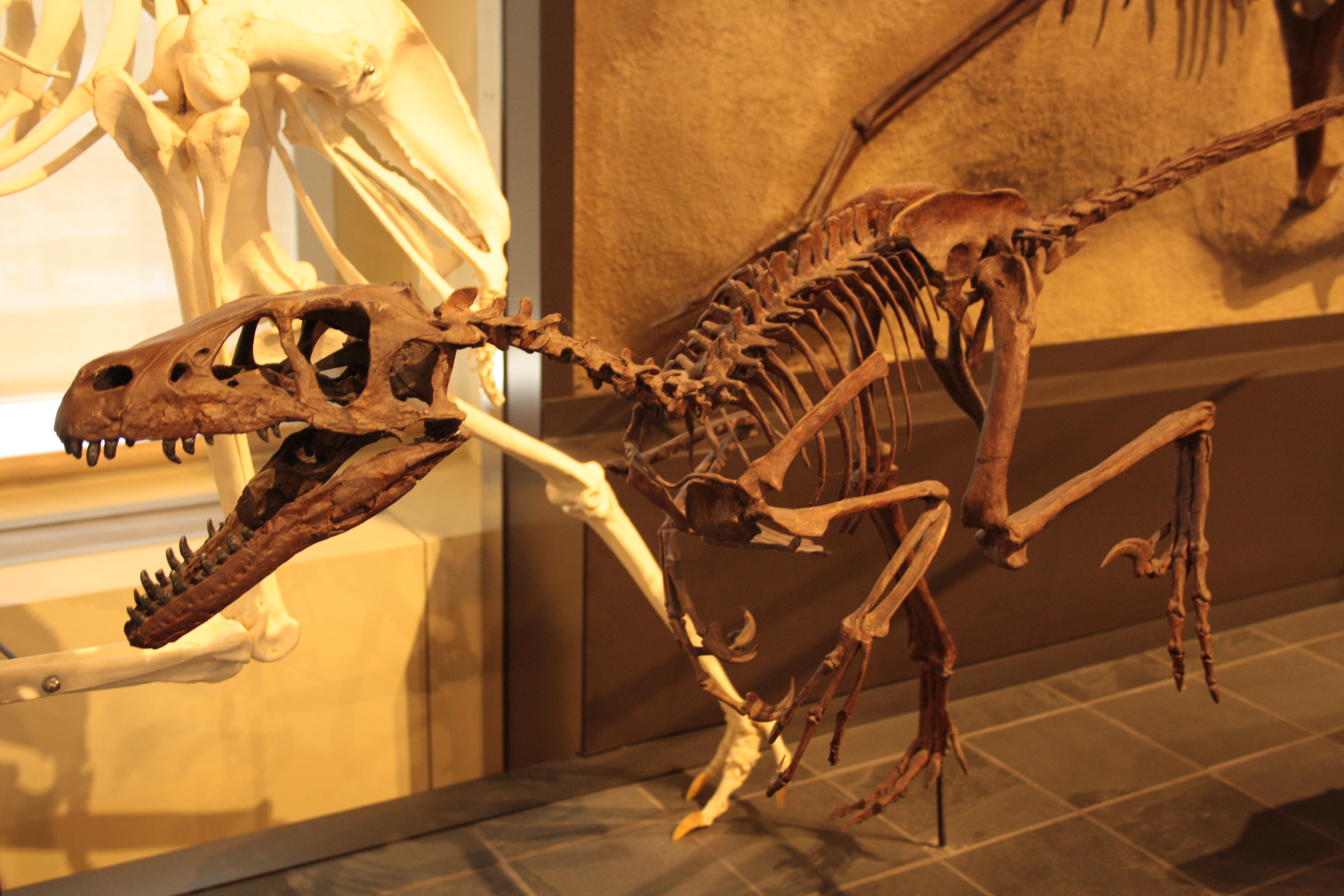
Esqueleto reconstruido de Dromaeosaurus en el Museo Canadiense de la Naturaleza

D. albertensis fue descubierto en 1914 por el conocido buscador de fósiles Barnum Brown en las proximidades del río Red Deer en el territorio de Alberta, Canadá. El hallazgo consistía en un cráneo parcial de alrededor de 22 centímetros de largo y huesos de las patas. Más tarde se encontraron huesos adicionales aislados y docenas de dientes en Alberta y el oeste de los Estados Unidos. El área donde se recogieron estos huesos es ahora parte del Parque provincial de los Dinosaurios en Alberta, Canadá. El hallazgo, holotipo AMNH 5356, consistía en un cráneo parcial de 24 centímetros de longitud, una mandíbula, dos hioides, un primer metacarpiano y algunos huesos del pie. El cráneo carecía de la mayor parte de la parte superior del hocico. Varios otros fragmentos de cráneo y una treintena de dientes aislados se conocen a partir de descubrimientos posteriores en Alberta y Montana.

### Etimología
El nombre genérico se deriva del griego δρομεύς, dromeus que significa "corredor" y σαύρος, sauros que significa "lagarto". El nombre específico , "albertensis" , se refiere a Alberta . lo describieron y le asignaron su propia familia aunque hasta que no se descubrieron varios ejemplares de su pariente Deinonychus no se pudo reconstruir su esqueleto completo y erigir a Dromaeosauridae como una nueva familia para incluirlos en la clasificación.

### Otras especies
Varias especies de Dromaeosaurus se han descrito, pero el D. albertensis es el espécimen más completo. Además, es evidente que este género es incluso más raro que otros pequeños terópodos, aunque fuera uno de los primeros pequeños terópodos descritos basados en material craneal razonablemente bueno. Debido a la naturaleza fragmentaria del material fósil, solo la especie tipo D. albertensis es considerada válida. Las otras especies descritas son D. cristatus (Cope, 1876/Osborn, 1902) y D. minutus (Marsh, 1892), ambas consideras dudosas e incluidas en Troodon sp., D. explanatus (Cope, 1876/Kuhn, 1939), dudosa e incluida en Paronychodon explanatus, D. falculus (Cope, 1876/Olshevsky, 1978) dudosa e incluida en Laelaps falculus, Deinodon falculus y Dryptosaurus falculus. D. gracilis (Marsh, 1888/Matthew & Brown, 1922) dudosa incluida en Coelurus gracilis, D. laevifrons (Cope, 1877/Matthew & Brown, 1922) dudosa e incluida en Laelaps laevifrons, Deinodon laevifrons, Dryptosaurus laevifrons y D. lateralis Cope, 1876 dudosa e incluida en Deinodon lateralis y Dromaeosaurus mongoliensis (Barsbold 1983/Paul 1988) hoy considerado Velociraptor mongoliensis.
A pesar de la atención puesta en libros de divulgación sobre dinosaurios, y la presencia de esqueletos completos montados en museos del mundo entero, Dromaeosaurus se conoce asombrosamente por pocos fósiles reales. La preparación del popular molde por el Museo Tyrrell solamente fue posible por el conocimiento obtenido de otros dromeosáuridos que se han descubierto más recientemente.

## Clasificación

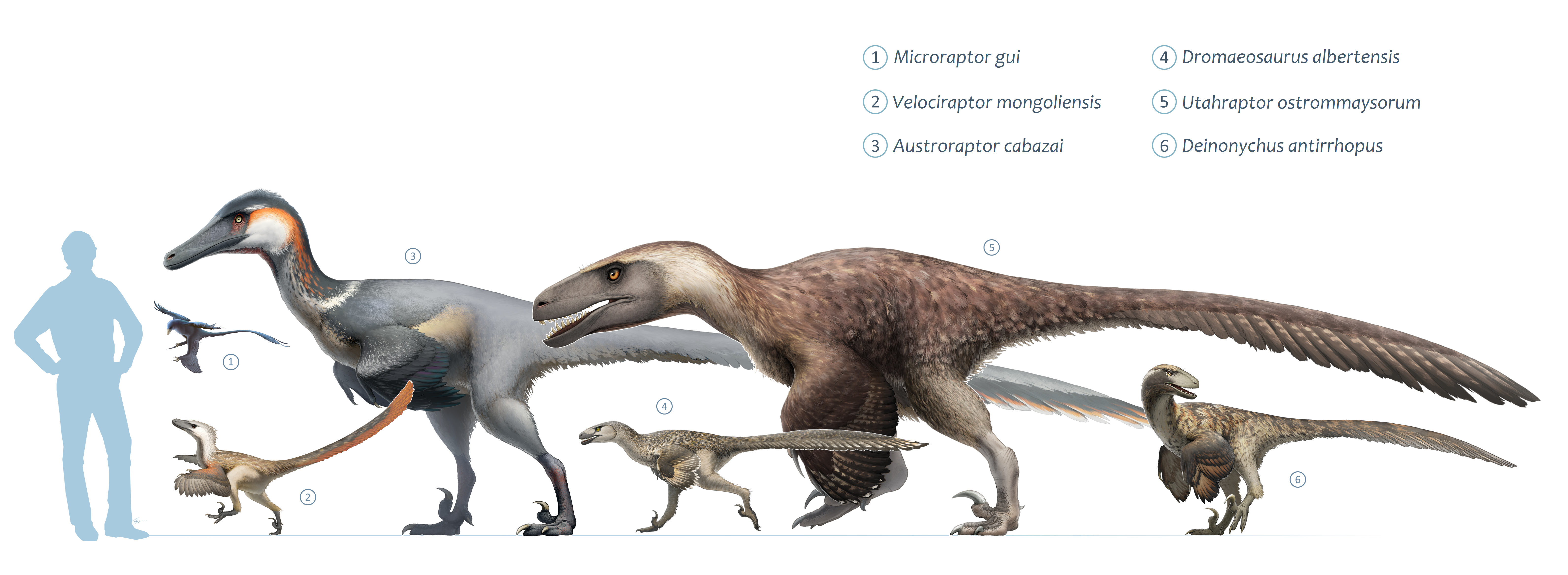
Tamaño comparativo de un Dromaeosaurus con un humano y otros miembros de la familia Dromaeosauridae.

Dromaeosaurus fue de difícil clasificación durante años, hasta la publicación de la descripción de Deinonychus, que permitió que se erigiera una nueva familia, Dromaeosauridae, anteriormente había sido propuesto como miembro de Tyrannosauridae.
Matthew y Brown originalmente colocaron Dromaeosaurus en su propia subfamilia, los Dromaeosaurinae, dentro de los "Deinodontidae", ahora conocidos como Tyrannosauridae, sobre la base de algunas similitudes en las proporciones generales del cráneo. En 1969, John H. Ostrom reconoció que Dromaeosaurus compartía muchas características con Velociraptor y el recientemente descubierto Deinonychus y asignó estas formas a una nueva familia, Dromaeosauridae. Desde entonces, se han encontrado muchos parientes nuevos de Dromaeosaurus. Las relaciones exactas de Dromaeosaurus son poco claras. Aunque su construcción robusta le da una apariencia primitiva, en realidad era un animal muy especializado. En los análisis del presente clado Dromaeosaurinae especies como Utahraptor, Achillobator y Yurgovuchia a menudo se recuperan como parientes cercanos. Desde hace poco, el género Dakotaraptor ha sido clasificado como el taxón hermano de Dromaeosaurus.  Sin embargo, las relaciones de Dromaeosaurus todavía están en un estado de discusión. "Dromaeosaurus morfotipo A" es la designación dada a una serie de dientes inusuales, surcados de Alberta. Estos dientes no pertenecen probablemente a Dromaeosaurus, aunque sea confuso de qué animal vienen. 

### Filogenia
A continuación se muestra un cladograma de Senter et al. en 2012. Dromaeosaurus se recupera como el taxón hermano de Yurgovuchia, Utahraptor y Achillobator.
|  | Adasaurus                                                |
|  |                                                          |
|  | \| \| Tsaagan \| \| \| \| \| \| Velociraptor \| \| \| \| |
|  |                                                          |
|  | Tsaagan                                                  |
|  |                                                          |
|  | Velociraptor                                             |
|  |                                                          |

|  | Tsaagan      |
|  |              |
|  | Velociraptor |
|  |              |

|  | Deinonychus |
|  | |
|  | \| \| Achillobator \| \| \| \| \| \| Dromaeosaurus \| \| \| \| \| \| Utahraptor \| \| \| \| \| \| Yurgovuchia \| \| \| \| |
|  | |
|  | Achillobator |
|  | |
|  | Dromaeosaurus |
|  | |
|  | Utahraptor |
|  | |
|  | Yurgovuchia |
|  | |

|  | Achillobator  |
|  |               |
|  | Dromaeosaurus |
|  |               |
|  | Utahraptor    |
|  |               |
|  | Yurgovuchia   |
|  |               |

|  | Adasaurus                                                |
|  |                                                          |
|  | \| \| Tsaagan \| \| \| \| \| \| Velociraptor \| \| \| \| |
|  |                                                          |
|  | Tsaagan                                                  |
|  |                                                          |
|  | Velociraptor                                             |
|  |                                                          |

|  | Tsaagan      |
|  |              |
|  | Velociraptor |
|  |              |

|  | Deinonychus |
|  | |
|  | \| \| Achillobator \| \| \| \| \| \| Dromaeosaurus \| \| \| \| \| \| Utahraptor \| \| \| \| \| \| Yurgovuchia \| \| \| \| |
|  | |
|  | Achillobator |
|  | |
|  | Dromaeosaurus |
|  | |
|  | Utahraptor |
|  | |
|  | Yurgovuchia |
|  | |

|  | Achillobator  |
|  |               |
|  | Dromaeosaurus |
|  |               |
|  | Utahraptor    |
|  |               |
|  | Yurgovuchia   |
|  |               |

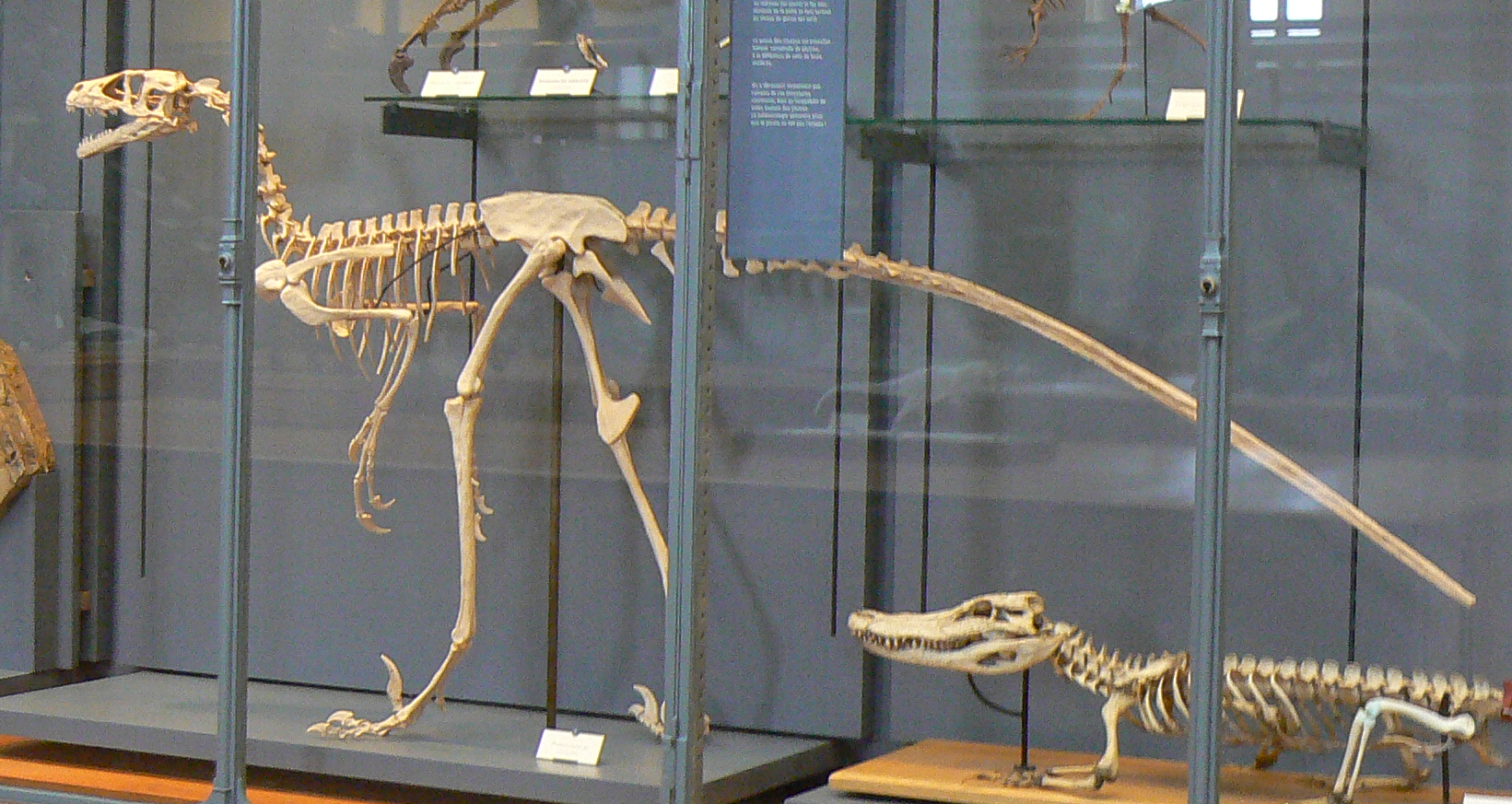
Esqueleto.

El siguiente cladograma sigue un análisis de 2015 de los paleontólogos Robert DePalma, David Burnham, Larry Martin , Peter Larson y Robert Bakker , utilizando datos actualizados del Grupo de Trabajo Theropod. En este análisis, Dromaeosaurus se clasifica como el taxón hermano de Dakotaraptor.
|  | Utahraptor                                                     |
|  |                                                                |
|  | \| \| Dakotaraptor \| \| \| \| \| \| Dromaeosaurus \| \| \| \| |
|  |                                                                |
|  | Dakotaraptor                                                   |
|  |                                                                |
|  | Dromaeosaurus                                                  |
|  |                                                                |

|  | Dakotaraptor  |
|  |               |
|  | Dromaeosaurus |
|  |               |

|  | Utahraptor                                                     |
|  |                                                                |
|  | \| \| Dakotaraptor \| \| \| \| \| \| Dromaeosaurus \| \| \| \| |
|  |                                                                |
|  | Dakotaraptor                                                   |
|  |                                                                |
|  | Dromaeosaurus                                                  |
|  |                                                                |

|  | Dakotaraptor  |
|  |               |
|  | Dromaeosaurus |
|  |               |

|  | Utahraptor                                                     |
|  |                                                                |
|  | \| \| Dakotaraptor \| \| \| \| \| \| Dromaeosaurus \| \| \| \| |
|  |                                                                |
|  | Dakotaraptor                                                   |
|  |                                                                |
|  | Dromaeosaurus                                                  |
|  |                                                                |

|  | Dakotaraptor  |
|  |               |
|  | Dromaeosaurus |
|  |               |

|  | Utahraptor                                                     |
|  |                                                                |
|  | \| \| Dakotaraptor \| \| \| \| \| \| Dromaeosaurus \| \| \| \| |
|  |                                                                |
|  | Dakotaraptor                                                   |
|  |                                                                |
|  | Dromaeosaurus                                                  |
|  |                                                                |

|  | Dakotaraptor  |
|  |               |
|  | Dromaeosaurus |
|  |               |

|  | Utahraptor                                                     |
|  |                                                                |
|  | \| \| Dakotaraptor \| \| \| \| \| \| Dromaeosaurus \| \| \| \| |
|  |                                                                |
|  | Dakotaraptor                                                   |
|  |                                                                |
|  | Dromaeosaurus                                                  |
|  |                                                                |

|  | Dakotaraptor  |
|  |               |
|  | Dromaeosaurus |
|  |               |

|  | Utahraptor                                                     |
|  |                                                                |
|  | \| \| Dakotaraptor \| \| \| \| \| \| Dromaeosaurus \| \| \| \| |
|  |                                                                |
|  | Dakotaraptor                                                   |
|  |                                                                |
|  | Dromaeosaurus                                                  |
|  |                                                                |

|  | Dakotaraptor  |
|  |               |
|  | Dromaeosaurus |
|  |               |

|  | Utahraptor                                                     |
|  |                                                                |
|  | \| \| Dakotaraptor \| \| \| \| \| \| Dromaeosaurus \| \| \| \| |
|  |                                                                |
|  | Dakotaraptor                                                   |
|  |                                                                |
|  | Dromaeosaurus                                                  |
|  |                                                                |

|  | Dakotaraptor  |
|  |               |
|  | Dromaeosaurus |
|  |               |

|  | Utahraptor                                                     |
|  |                                                                |
|  | \| \| Dakotaraptor \| \| \| \| \| \| Dromaeosaurus \| \| \| \| |
|  |                                                                |
|  | Dakotaraptor                                                   |
|  |                                                                |
|  | Dromaeosaurus                                                  |
|  |                                                                |

|  | Dakotaraptor  |
|  |               |
|  | Dromaeosaurus |
|  |               |

|  | Utahraptor                                                     |
|  |                                                                |
|  | \| \| Dakotaraptor \| \| \| \| \| \| Dromaeosaurus \| \| \| \| |
|  |                                                                |
|  | Dakotaraptor                                                   |
|  |                                                                |
|  | Dromaeosaurus                                                  |
|  |                                                                |

|  | Dakotaraptor  |
|  |               |
|  | Dromaeosaurus |
|  |               |

|  | Utahraptor                                                     |
|  |                                                                |
|  | \| \| Dakotaraptor \| \| \| \| \| \| Dromaeosaurus \| \| \| \| |
|  |                                                                |
|  | Dakotaraptor                                                   |
|  |                                                                |
|  | Dromaeosaurus                                                  |
|  |                                                                |

|  | Dakotaraptor  |
|  |               |
|  | Dromaeosaurus |
|  |               |

|  | Utahraptor                                                     |
|  |                                                                |
|  | \| \| Dakotaraptor \| \| \| \| \| \| Dromaeosaurus \| \| \| \| |
|  |                                                                |
|  | Dakotaraptor                                                   |
|  |                                                                |
|  | Dromaeosaurus                                                  |
|  |                                                                |

|  | Dakotaraptor  |
|  |               |
|  | Dromaeosaurus |
|  |               |

|  | Utahraptor                                                     |
|  |                                                                |
|  | \| \| Dakotaraptor \| \| \| \| \| \| Dromaeosaurus \| \| \| \| |
|  |                                                                |
|  | Dakotaraptor                                                   |
|  |                                                                |
|  | Dromaeosaurus                                                  |
|  |                                                                |

|  | Dakotaraptor  |
|  |               |
|  | Dromaeosaurus |
|  |               |

|  | Utahraptor                                                     |
|  |                                                                |
|  | \| \| Dakotaraptor \| \| \| \| \| \| Dromaeosaurus \| \| \| \| |
|  |                                                                |
|  | Dakotaraptor                                                   |
|  |                                                                |
|  | Dromaeosaurus                                                  |
|  |                                                                |

|  | Dakotaraptor  |
|  |               |
|  | Dromaeosaurus |
|  |               |

|  | Utahraptor                                                     |
|  |                                                                |
|  | \| \| Dakotaraptor \| \| \| \| \| \| Dromaeosaurus \| \| \| \| |
|  |                                                                |
|  | Dakotaraptor                                                   |
|  |                                                                |
|  | Dromaeosaurus                                                  |
|  |                                                                |

|  | Dakotaraptor  |
|  |               |
|  | Dromaeosaurus |
|  |               |

|  | Utahraptor                                                     |
|  |                                                                |
|  | \| \| Dakotaraptor \| \| \| \| \| \| Dromaeosaurus \| \| \| \| |
|  |                                                                |
|  | Dakotaraptor                                                   |
|  |                                                                |
|  | Dromaeosaurus                                                  |
|  |                                                                |

|  | Dakotaraptor  |
|  |               |
|  | Dromaeosaurus |
|  |               |

|  | Utahraptor                                                     |
|  |                                                                |
|  | \| \| Dakotaraptor \| \| \| \| \| \| Dromaeosaurus \| \| \| \| |
|  |                                                                |
|  | Dakotaraptor                                                   |
|  |                                                                |
|  | Dromaeosaurus                                                  |
|  |                                                                |

|  | Dakotaraptor  |
|  |               |
|  | Dromaeosaurus |
|  |               |

|  | Utahraptor                                                     |
|  |                                                                |
|  | \| \| Dakotaraptor \| \| \| \| \| \| Dromaeosaurus \| \| \| \| |
|  |                                                                |
|  | Dakotaraptor                                                   |
|  |                                                                |
|  | Dromaeosaurus                                                  |
|  |                                                                |

|  | Dakotaraptor  |
|  |               |
|  | Dromaeosaurus |
|  |               |

|  | Utahraptor                                                     |
|  |                                                                |
|  | \| \| Dakotaraptor \| \| \| \| \| \| Dromaeosaurus \| \| \| \| |
|  |                                                                |
|  | Dakotaraptor                                                   |
|  |                                                                |
|  | Dromaeosaurus                                                  |
|  |                                                                |

|  | Dakotaraptor  |
|  |               |
|  | Dromaeosaurus |
|  |               |

|  | Utahraptor                                                     |
|  |                                                                |
|  | \| \| Dakotaraptor \| \| \| \| \| \| Dromaeosaurus \| \| \| \| |
|  |                                                                |
|  | Dakotaraptor                                                   |
|  |                                                                |
|  | Dromaeosaurus                                                  |
|  |                                                                |

|  | Dakotaraptor  |
|  |               |
|  | Dromaeosaurus |
|  |               |

|  | Utahraptor                                                     |
|  |                                                                |
|  | \| \| Dakotaraptor \| \| \| \| \| \| Dromaeosaurus \| \| \| \| |
|  |                                                                |
|  | Dakotaraptor                                                   |
|  |                                                                |
|  | Dromaeosaurus                                                  |
|  |                                                                |

|  | Dakotaraptor  |
|  |               |
|  | Dromaeosaurus |
|  |               |

|  | Utahraptor                                                     |
|  |                                                                |
|  | \| \| Dakotaraptor \| \| \| \| \| \| Dromaeosaurus \| \| \| \| |
|  |                                                                |
|  | Dakotaraptor                                                   |
|  |                                                                |
|  | Dromaeosaurus                                                  |
|  |                                                                |

|  | Dakotaraptor  |
|  |               |
|  | Dromaeosaurus |
|  |               |

|  | Utahraptor                                                     |
|  |                                                                |
|  | \| \| Dakotaraptor \| \| \| \| \| \| Dromaeosaurus \| \| \| \| |
|  |                                                                |
|  | Dakotaraptor                                                   |
|  |                                                                |
|  | Dromaeosaurus                                                  |
|  |                                                                |

|  | Dakotaraptor  |
|  |               |
|  | Dromaeosaurus |
|  |               |

|  | Utahraptor                                                     |
|  |                                                                |
|  | \| \| Dakotaraptor \| \| \| \| \| \| Dromaeosaurus \| \| \| \| |
|  |                                                                |
|  | Dakotaraptor                                                   |
|  |                                                                |
|  | Dromaeosaurus                                                  |
|  |                                                                |

|  | Dakotaraptor  |
|  |               |
|  | Dromaeosaurus |
|  |               |

|  | Utahraptor                                                     |
|  |                                                                |
|  | \| \| Dakotaraptor \| \| \| \| \| \| Dromaeosaurus \| \| \| \| |
|  |                                                                |
|  | Dakotaraptor                                                   |
|  |                                                                |
|  | Dromaeosaurus                                                  |
|  |                                                                |

|  | Dakotaraptor  |
|  |               |
|  | Dromaeosaurus |
|  |               |

|  | Utahraptor                                                     |
|  |                                                                |
|  | \| \| Dakotaraptor \| \| \| \| \| \| Dromaeosaurus \| \| \| \| |
|  |                                                                |
|  | Dakotaraptor                                                   |
|  |                                                                |
|  | Dromaeosaurus                                                  |
|  |                                                                |

|  | Dakotaraptor  |
|  |               |
|  | Dromaeosaurus |
|  |               |

|  | Utahraptor                                                     |
|  |                                                                |
|  | \| \| Dakotaraptor \| \| \| \| \| \| Dromaeosaurus \| \| \| \| |
|  |                                                                |
|  | Dakotaraptor                                                   |
|  |                                                                |
|  | Dromaeosaurus                                                  |
|  |                                                                |

|  | Dakotaraptor  |
|  |               |
|  | Dromaeosaurus |
|  |               |

|  | Utahraptor                                                     |
|  |                                                                |
|  | \| \| Dakotaraptor \| \| \| \| \| \| Dromaeosaurus \| \| \| \| |
|  |                                                                |
|  | Dakotaraptor                                                   |
|  |                                                                |
|  | Dromaeosaurus                                                  |
|  |                                                                |

|  | Dakotaraptor  |
|  |               |
|  | Dromaeosaurus |
|  |               |

|  | Utahraptor                                                     |
|  |                                                                |
|  | \| \| Dakotaraptor \| \| \| \| \| \| Dromaeosaurus \| \| \| \| |
|  |                                                                |
|  | Dakotaraptor                                                   |
|  |                                                                |
|  | Dromaeosaurus                                                  |
|  |                                                                |

|  | Dakotaraptor  |
|  |               |
|  | Dromaeosaurus |
|  |               |

|  | Utahraptor                                                     |
|  |                                                                |
|  | \| \| Dakotaraptor \| \| \| \| \| \| Dromaeosaurus \| \| \| \| |
|  |                                                                |
|  | Dakotaraptor                                                   |
|  |                                                                |
|  | Dromaeosaurus                                                  |
|  |                                                                |

|  | Dakotaraptor  |
|  |               |
|  | Dromaeosaurus |
|  |               |

|  | Utahraptor                                                     |
|  |                                                                |
|  | \| \| Dakotaraptor \| \| \| \| \| \| Dromaeosaurus \| \| \| \| |
|  |                                                                |
|  | Dakotaraptor                                                   |
|  |                                                                |
|  | Dromaeosaurus                                                  |
|  |                                                                |

|  | Dakotaraptor  |
|  |               |
|  | Dromaeosaurus |
|  |               |

|  | Utahraptor                                                     |
|  |                                                                |
|  | \| \| Dakotaraptor \| \| \| \| \| \| Dromaeosaurus \| \| \| \| |
|  |                                                                |
|  | Dakotaraptor                                                   |
|  |                                                                |
|  | Dromaeosaurus                                                  |
|  |                                                                |

|  | Dakotaraptor  |
|  |               |
|  | Dromaeosaurus |
|  |               |

|  | Utahraptor                                                     |
|  |                                                                |
|  | \| \| Dakotaraptor \| \| \| \| \| \| Dromaeosaurus \| \| \| \| |
|  |                                                                |
|  | Dakotaraptor                                                   |
|  |                                                                |
|  | Dromaeosaurus                                                  |
|  |                                                                |

|  | Dakotaraptor  |
|  |               |
|  | Dromaeosaurus |
|  |               |

## Paleobiología

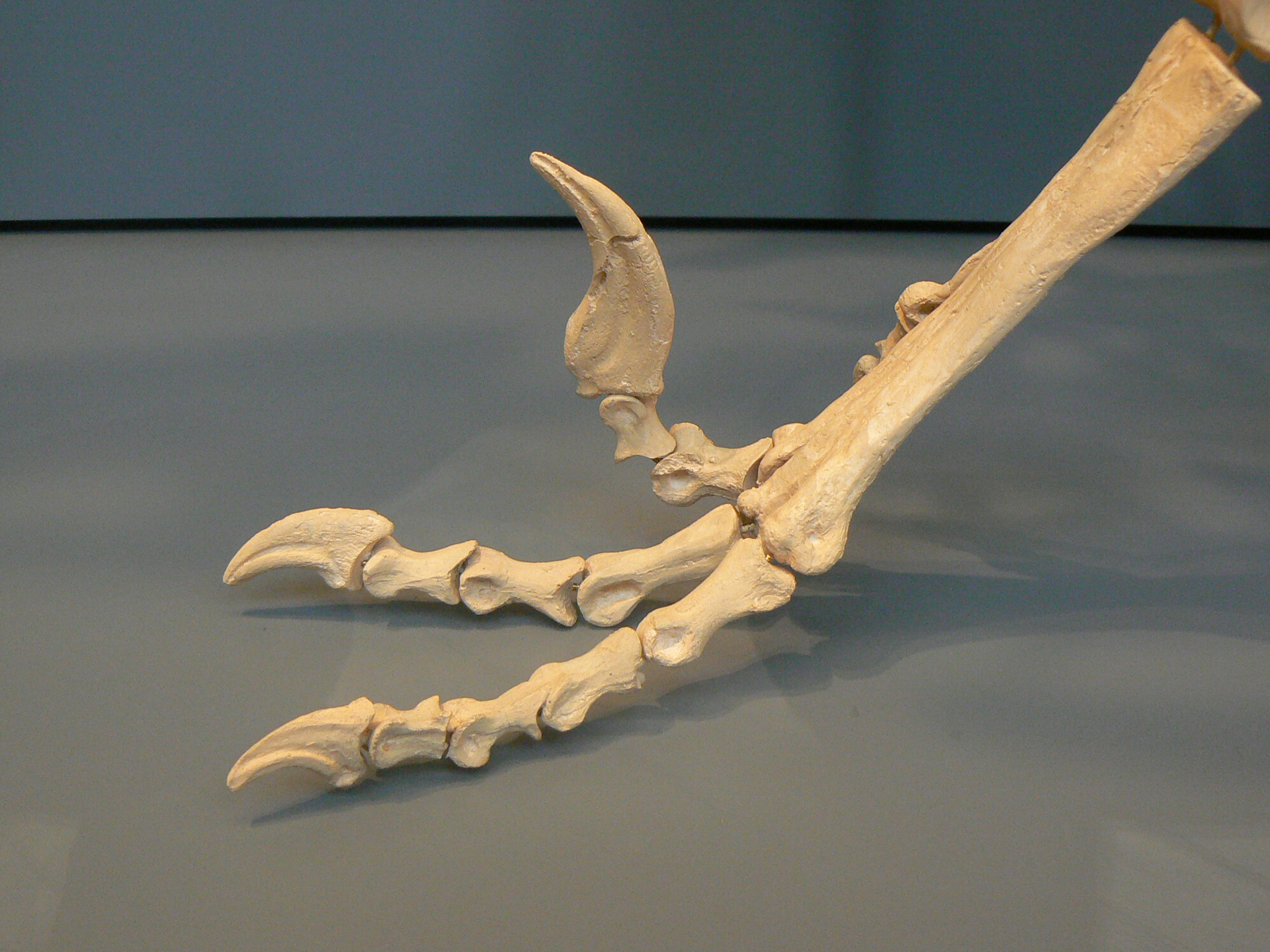
Reconstrucción del pie.

A pesar de que su configuración maciza le confiere un aspecto primitivo lo cierto es que era una criatura muy especializada. Tenía una estructura que le convertía en un rápido y eficaz depredador. Sus ojos eran notablemente grandes lo que le proporcionaría un buen sentido de la vista, poseyendo además olfato y oído muy desarrollados. A lo que sumamos que probablemente fuera endotermo proporcionándole gran energía y nivel de alerta tanto para buscar como para perseguir a sus presas. Además si debía perseguir a sus presas su cola rígida le permitiría mantener el equilibrio en la carrera pudiendo correr a más de 40 km/h. 
La robusta estructura de su cráneo y dientes le permitirían no solo cortar carne sino despedazar miembros y partir huesos lo que ha hecho sugerir que es posible que fuera frecuentemente carroñero o que pudiera dedicarse a presas de mayor tamaño que otros parientes más ligeros como Saurornitholestes, pudiendo dar caza a presas de tamaño similar o mayor a él como ornitomímidos, ornitópodos y ceratopsianos jóvenes, aunque no desdeñaría presas más pequeñas como lagartos y mamíferos. 
Es posible que cazara en manada acechando de manera similar a los felinos actuales oculto entre la maleza y saltando hacia sus presas aterrizando sobre ellas con sus patas traseras clavándoles las garras en puntos vitales como vientre o cuello.
Dromaeosaurus se diferencia de la mayoría de sus parientes en tener un cráneo corto, masivo, una mandíbula profunda y dientes robustos. Los dientes tienden a estar más desgastados que los de su pariente Saurornitholestes, lo que sugiere que sus mandíbulas fueron utilizadas para aplastar y desgarrar en lugar de simplemente cortar carne. Therrien et al. en 2005 estimaron que Dromaeosaurus tenía una mordedura casi tres veces más poderosa que la del Velociraptor y sugirieron que dependía más de sus mandíbulas que de la garra para matar a su presa. El descubrimiento de la especie hermana Dakotaraptor, que tiene un tubérculo flexor mayor que la mayoría de los otros dromeosáuridos, también respalda la sugerencia de que Dromaeosaurus habría usado su garra falciforme menos que otros dromeosáuridos.
También se descubrió que los hábitos alimenticios de Dromaeosaurus eran típicos de los terópodos celurosaurianos, con un método de alimentación característico de "punción y arrastre". Estudios de patrones de desgaste en los dientes de este animal por Angélica Torices et al. en un estudio sobre los hábitos de alimentación de los terópodos, indican que los dientes de los dromeosáuridos comparten patrones de desgaste similares a los observados en los tiranosáuridos y los troodóntidos, respectivamente. Sin embargo, el micro desgaste en los dientes indicó que Dromaeosaurus probablemente prefería presas más grandes que los troodóntidos con los que compartía su entorno. Tales diferenciaciones en su dieta probablemente le permitieron al terópodo habitar el mismo ambiente que sus parientes más distantes. El mismo estudio también indicó que tanto Dromaeosaurus como Saurornitholestes, también analizados en el estudio, probablemente incluyeron hueso en su dieta y se adaptaron mejor para manejar las tensiones asociadas con atacar a las presas mayores, mientras que los troodóntidos, equipados con mandíbulas más débiles, depredaron animales más pequeños y presas como invertebrados y carroña. Esta estrategia de alimentación y la capacidad de manejar presas mayores también fue una característica que el terópodo también compartió con tiranosáuridos como Gorgosaurus, que también se analizó en dicho estudio junto con estos terópodos más pequeños.

## Paleoecología
Dromaeosaurus albertensis vivió durante la etapa Campaniense del cretácico superior en la formación Dinosaur Park. Sin embargo, algunos restos fragmentarios, como dientes que pueden pertenecer a este género han sido encontrados desde finales del Maastrichtiano en las formaciones Hell Creek y Lance, que datan de hace 66 millones de años. También se han encontrado dientes en la formación Aguja.
La Formación Dinosaur Park es el miembro superior del Grupo Judith River, una gran unidad geológica en el sur de Alberta, Canadá. Se depositó en un periodo de tiempo comprendido entre hace 76,5 y 75 millones de años durante en Cretácico superior. Los sedimentos se depositaron en un medio fluvial de alta sinuosidad, un río anastomosado. Por debajo de esta formación se encuentra la Formación Oldman, y por encima la Formación Bearpaw.
La formación Dinosaur Park está compuesta de sedimentos derivados de la erosión de las montañas hacia el oeste. Fue depositado en una llanura aluvial a costera por sistemas fluviales que fluían hacia el este y el sureste hasta el Mar Bearpaw, un gran mar interior que era parte de la vía marítima interior occidental. Ese mar gradualmente inundó la llanura costera adyacente, depositando las lutitas marinas de la formación Bearpaw en la parte superior de la formación Dinosaur Park.
La Formación Dinosaur Park tiene unos 70 metros. La parte inferior de la formación se establece en ambientes de canal fluviales y se compone principalmente de fino a grano medio de areniscas de estratificación cruzada. La parte superior, que se depositó en entornos de banco y llanuras de inundación, se compone principalmente de lutitas masivss a laminadss, ricos en materia orgánica con abundantes restos de raíces y lechos finos de bentonita. La zona de carbón de Lethbridge, que consiste en varias vetas de carbón de bajo rango intercaladas con piedras de lodo y limolitas, marca la parte superior de la formación. Los sedimentos de la formación Dinosaur Park son similares a los de la formación Oldman subyacente y se incluyeron originalmente en esa formación. Las dos formaciones están separadas por una disconformidad regional, sin embargo, y se distinguen por diferencias petrográficas y sedimentológicas. Además, los restos esqueléticos articulados y los huesos son raros en la formación Oldman pero abundantes en la Formación Dinosaur Park. La formación Dinosaur Park contiene densas concentraciones de esqueletos de dinosaurios, tanto articulados como desarticulados, que a menudo se encuentran con restos conservados de tejidos blandos. Los restos de otros animales como peces , tortugas y cocodrilos , así como restos de plantas, también son abundantes.

## En la cultura popular

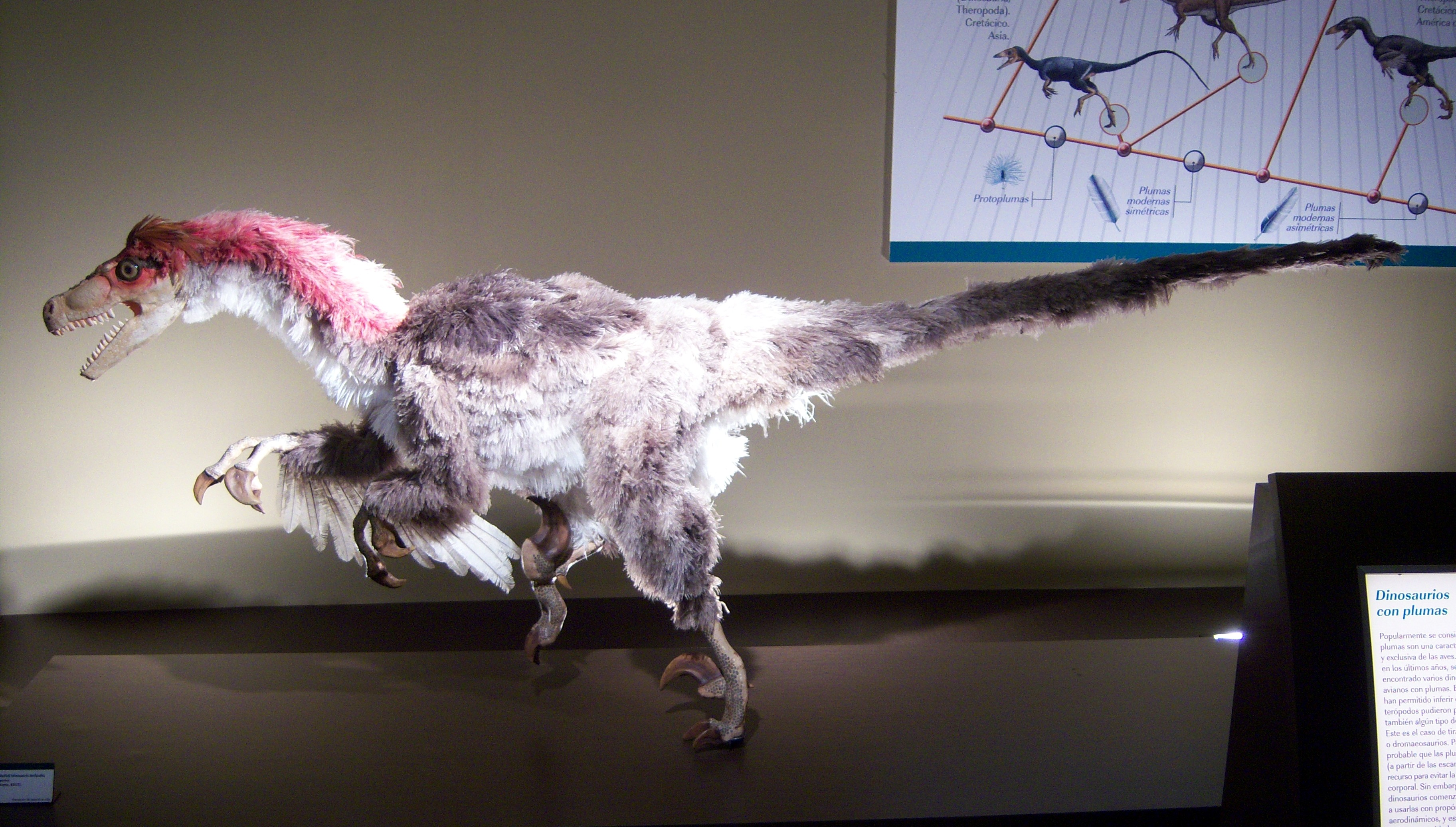
Recreación del Dromaeosaurus en el MUJA en Asturias.

Sorprendentemente es un dinosaurio poco conocido pese a encabezar una familia y que se expongan copias de su esqueleto completo en multitud de museos del mundo, del original del Museo Tyrrell de Alberta, sin duda eclipsado por sus parientes más espectaculares Velociraptor y Deinonychus. Aun así apareció en la popular serie de documentales de la BBC Caminando entre dinosaurios acosando a un grupo de Torosaurus y robando huevos de Tyrannosaurus. Dromaeosaurus también aparece en Jurassic Fight Club, donde se muestra una manada de ellos siendo capaz de derribar un Edmontosaurus, a pesar de ser carnívoros de tamaño pequeño, pero más adelante la presa muerta les es arrebatada por un Tyrannosaurus. También aparece en el documental When Dinosaurs Roamed America.